# NGC 2120
NGC 2120 је расејано звездано јато у сазвежђу Златна риба које се налази на NGC листи објеката дубоког неба.
Деклинација објекта је - 63° 40' 30" а ректасцензија 5h 50m 34,8s. Привидна величина (магнитуда) објекта NGC 2120 износи 12,7 а фотографска магнитуда 13,3. NGC 2120 је још познат и под ознакама ESO 86-SC34.